# Paik Seung-ho
Paik Seung-ho (en coreano: 백승호; Seúl, 17 de marzo de 1997) es un futbolista surcoreano que juega de centrocampista en el Birmingham City F. C. y para la selección surcoreana.

## Trayectoria
Fue en diciembre de 2009 cuando participó con la selección coreana sub-13 en un torneo Sant Cugat del Vallès. El Barça también estaba en ese torneo con su infantil B y Puig se fijó inmediatamente en Paik. Pero no fue el único. Poco después llegaron noticias que el Real Madrid estaba hablando ya con el padre del jugador coreano para que pasase unas pruebas. Eso aceleró las gestiones de Albert Puig y el entonces coordinador del fútbol base barcelonista, Albert Benaiges, quienes tras hablar con la familia, decidieron la inmediata incorporación de Paik al infantil del Barça.
Aquel pequeño jugador que llegó en 2009 a Barcelona, es ahora ya un futbolista que pasa el 1,80 de altura y que se prevé que aún no ha acabado con su crecimiento. De pequeño jugaba de delantero centro, pero cuando llegó al Barça ya se le empezó a ubicar más como "6". Ahora, la previsión es que cuando pueda jugar lo haga más de "8", un interior con mucha llegada. Capaz de jugar el balón con cualquiera de las dos piernas, tiene una gran visión del juego, buen cambio de ritmo y disparo potente. Si a ello le unimos una cabeza muy bien amueblada (de algo habrá servido en su educación que su padre sea un catedrático universitario), nos encontramos ante un jugador con un futuro más que esperanzador.

El 21 de agosto fue fichado por el Girona F. C. para las próximas tres temporadas, pero jugaría en su filial CF Peralada - Girona B.
El 24 de enero de 2019, Paik hizo su debut con el primer equipo en el Estadio Santiago Bernabéu con una derrota 4-2 contra el Real Madrid, de la Copa del Rey 2018-19 y cuatro días después jugando su primer partido de Liga el 27 de enero de 2019 con una derrota 0-2 contra el F. C. Barcelona.
En agosto de 2019 abandonó Girona para jugar en el SV Darmstadt 98. En el conjunto alemán estuvo hasta marzo de 2021, cuando regresó a su país tras fichar por el Jeonbuk Hyundai Motors F. C.
En enero de 2024 volvió a Europa después de incorporarse al Birmingham City F. C.

## Selección nacional

### Categorías inferiores

#### Mundial Sub-20 2017
Fue convocado para jugar la Copa Mundial de Fútbol Sub-20 de 2017 por Corea del Sur. En el torneo, Paik jugó 4 partidos, todos como titular, donde anotó 2 goles, uno a Guinea y otro de penal a la Argentina, este último con polémica por su celebración burlándose de Diego Maradona, ambos por la fase de grupos, donde Corea del Sur término segundo por detrás de Inglaterra. En octavos de final, la selección coreana sería eliminada por Portugal, tras caer 3-1.
| Competencia                           | Sede          | Resultado        | Partidos | Goles |
| ------------------------------------- | ------------- | ---------------- | -------- | ----- |
| Copa Mundial de Fútbol Sub-20 de 2017 | Corea del Sur | Octavos de final | 4        | 2     |

### Selección absoluta
Debutó el 11 de junio de 2019 saliendo en el once inicial y siendo cambiado en el minuto 78 por Ju Se-jong frente a la selección de Irán, quedando el partido empate 1-1.

#### Participaciones en Copas del Mundo
| Mundial                        | Sede  | Resultado        | Partidos | Goles |
| ------------------------------ | ----- | ---------------- | -------- | ----- |
| Copa Mundial de Fútbol de 2022 | Catar | Octavos de final | 1        | 1     |

#### Goles internacionales
| # | Fecha                  | Lugar                                          | Oponente | Gol | Resultado | Competición          |
| - | ---------------------- | ---------------------------------------------- | -------- | --- | --------- | -------------------- |
| 1 | 15 de enero de 2022    | Complejo Deportivo de Mardan, Antalya, Turquía | Islandia | 3–0 | 5–1       | Amistoso             |
| 2 | 21 de enero de 2022    | Complejo Deportivo de Mardan, Antalya, Turquía | Moldavia | 2–0 | 4–0       | Amistoso             |
| 3 | 5 de diciembre de 2022 | Estadio 974, Doha, Catar                       | Brasil   | 1–4 | 1–4       | Copa Mundial de 2022 |

## Palmarés

### Títulos nacionales
| Título                | Club                         | País          | Año  |
| --------------------- | ---------------------------- | ------------- | ---- |
| K League 1            | Jeonbuk Hyundai Motors F. C. | Corea del Sur | 2021 |
| Copa de Corea del Sur | Jeonbuk Hyundai Motors F. C. | Corea del Sur | 2022 |